# Kampenwerder
Kampenwerder ist mit einer Fläche von etwa 2,5 km² die größte Insel im Schaalsee.

## Lage
Die bewohnte Insel liegt in Norddeutschland im Schaalsee und gehörte bis zum 13. Juni 2004 zur Gemeinde Lassahn. Diese wurde in die neu gegründete Stadt Zarrentin am Schaalsee eingemeindet, die im westlichen Mecklenburg-Vorpommern liegt. Die Insel ist gut drei Kilometer lang und bis zu 1,6 Kilometern breit. Sie besitzt eine Oberfläche von bis zu 2,5 km². Die höchste Erhebung befindet sich auf 56,3 Metern über NN. und liegt somit gut 21 Meter über dem Spiegel des Schaalsees, der eine Höhe von etwa 35 Metern besitzt. Kampenwerder ist mit einer schmalen Landbrücke mit der östlich gelegenen mecklenburgischen Landschaft verbunden.

## Geschichte
Die erste Besiedlung der Insel ist nicht urkundlich erwähnt, spätestens seit dem  Mittelalter war die Insel jedoch im Besitz des Gutes Stintenburg, dessen Herren weite Teile der Insel landwirtschaftlich nutzten.
Die Insel ist durch einen Damm mit der benachbarten Stintenburginsel verbunden. Die über diesen Damm verlaufende Straße führt weiter zum „Festland“ bei Lassahn.
Zu DDR-Zeiten war die Insel aufgrund ihrer unmittelbaren Nähe zur innerdeutschen Grenze absolutes Sperrgebiet, das Betreten der Insel war nur den Grenztruppen der DDR erlaubt. Die Grenze verlief an der westlichen Uferzone, der angrenzende Schaalsee gehörte auf der Höhe der Insel zur Bundesrepublik Deutschland.

## Heute
Mittlerweile ist die von etwa 30 Einwohnern bewohnte Insel ein beliebtes Ausflugsziel in der Ferienregion Schaalsee.
Der größte im östlichen Teil der Insel befindliche Bereich wird landwirtschaftlich genutzt,
während die eher flachen Uferzonen im Norden, Westen und Süden überwiegend baumbestanden sind und teilweise in Schilfgürtel übergehen.
Kampenwerder gehört zum Biosphärenreservat Schaalsee.